# Digimon Chronicle
Digimon Chronicle (デジモンクロニクル?, Dejimon Kuronikuru) è un manga la cui trama accompagnava la linea di prodotti Digimon del 2004. Si diceva in principio che Chronicle sarebbe stato un nuovo conclamato manga per rimpiazzare Digimon Adventure V-Tamer 01, in realtà si rivelò essere principalmente del testo in prosa, stampato nei libretti che accompagnavano i Digimon virtual pet Pendulum X. Questi libretti contenevano inoltre dei piccoli manga di sei pagine non conseguenti. Esistono quattro "capitoli" del manga; il primo fu venduto con il Pendulum X 1.0, un altro con il Pendulum X 1.5, un terzo con il Pendulum X 2.0 ed il capitolo finale fu venduto con il Pendulum X 3.0.

## Trama
La storia narra di un Digiworld controllato da un computer scienziato chiamato Yggdrasil. A causa della spropositata moltiplicazione dei Digimon nel recente passato, Yggdrasil, il computer ospite, non è più in grado di gestire la gravità della situazione e si rischia il Digital Hazard. Yggdrasil quindi crea un "nuovo Digiworld", strutturato in tre strati rappresentanti il passato, il presente ed il futuro - rispettivamente Urd, Versandi e Skuld - ed avvia il Progetto Arca ed il Progetto X, strumenti per eliminare tutti i Digimon che il computer non desidera più avere nel mondo digitale.
Tuttavia, alcuni Digimon riescono ad adattarsi al Programma X ottenendo un programma chiamato Anticorpo X che li rafforza, cambia la loro forma e li rende immuni al Progetto X. Yggdrasil invia quindi i Cavalieri Reali, tredici Digimon devoti al mantenimento dell'ordine a Digiworld, per risolvere il problema. Tuttavia, tre umani, Kouta, Yuuji e Shinji, riescono in qualche modo ad arrivare a Digiworld ed in breve tempo scoprono che Dorumon e Ryuudamon, due Digimon incontrati poco prima, sono i Digimon partner di Kouta e Yuuji. Kouta e Yuuji iniziano a resistere ad Yggdrasil e ai Cavalieri Reali, ma Shinji si schiera apparentemente con Yggdrasil.